# Кућа Димитрија Пауновића у Витежеву
Кућа Димитрија Пауновића у Витежеву (општина Жабари) припада типу кућа брвнара која се по типу основе и начину градње објеката у околини датује у прву половину 19. века. Кућа као непокретно културно добро има статус споменика културе.

## Изглед
Кућа је подигнута на благом узвишењу недалеко од центра села, грађена је на темељима од ломљеног камена. Зидови су од храстових талпи са унутрашње стране малтерисани блатним малтером и кречени. Кров је четвороводни, а кровни покривач је ћерамида. Подови су у свим просторијама од набијене земље, а таванице су од шашовца. Димензије куће су у основи 10 х 5,3 метра. По типу основе припада троделној кући, са просторијом у којој је отворено огњиште тзв. „кућа“ и две собе.
У брвнари Димитрија Пауновића уз огњиште се сачувало и оригинално посуђе – казан на веригама, као и ситније посуђе на дрвеним полицама фиксираним на зидове и ниска, дрвена округла софра за ручавање, те је тако сачуван и дух ове старе куће.